# Spomenik Ruža hrvatska
Spomenik Ruža hrvatska nalazi se ispred Nacionalne memorijalne bolnice Vukovar i podignut je u spomen na trudnicu Ružicu Markobašić i njezinog nerođenog sina Antuna, koji su ubijeni na Ovčari u studenome 1991. godine.
Autor spomenika je kipar Lovre Jakšić, koji je izradio i spomenik Jean-Michel Nicoliera u središtu Vukovara. Spomenik je svečano otkriven 16. studenoga 2021. godine uoči Dana sjećanja na žrtve Domovinskog rata i Dana sjećanja na žrtvu Vukovara i Škabrnje. Postavljanje spomenika pokrenula je i provela molitvena inicijativa 40 dana za život. 
Ružica Markobašić nakon sloma obrane grada potražila je zaklon u vukovarskoj bolnici, iz koje je izvedena s ostalim ranjenicima i pacijentima te odvedena na Ovčaru. U petom mjesecu trudnoće, pretučena je, silovana i ubijena na Ovčari 20. studenoga 1991. godine. Imala je tada 32 godine. Žrtve su pokopane bagerom u masovnoj grobnici. Kasnije je grobnica pronađena i Ružica Markobašić pokopana je naknadno u Vinkovcima.
O Ružičinom suprugu Davoru izmišljene su užasne stvari koje su sigurno pridonijele njezinom posebno okrutnom smaknuću. On je bio prvi Vukovarac koji je 1990. godine došao u Rakitje, u specijalnu policiju iz koje je poslije nastala Prva gardijska brigada. Sudjelovao je u raznim akcijama u Domovinskom ratu uključujući i krvavi Uskrs na Plitvicama 1991. godine. Agenture KOS-a evidentirale su ga i u ljeto sljedeće ratne 1991. godine, u beogradskim Večernjim novostima naručile članak o njemu s najgnusnijim lažima: da je riječ o ZNG-ovcu koji srpskoj djeci reže prstiće i od toga radi ogrlice. Propagandni pamfleti takvoga sadržaja kopirani su u tisuće primjeraka i dijeljeni Srbima koji su napadali Vukovar. O njemu su povremeno izvještavali Radio Beograd, podgorički list Pobjeda, Politika Ekspres, nadograđujući lažnu priču.
Na sudskoj raspravi pred Specijalnim sudom za ratne zločine u Beogradu 1. rujna 2005. godine, jedan od srpskih vojnika rekao kako je Ružica molila da je ne ubiju, ali njezin ubojica posebno ju je ponizio, natjerao je da se skine do gola i ispalio rafal izravno u njezin trbuh.
Ljubica Došen, rođakinja supruga Ružice Markobašić, svjedočila je o njoj i smrti svoga supruga na suđenju pred Međunarodnim kaznenim sudom za bivšu Jugoslaviju u Haagu u predmetu protiv Slavka Dokmanovića, predsjednika općine Vukovar 1998. godine i u predmetu protiv oficira Jugoslavenske narodne armije Veselina Šljivančanina, Mile Mrkšića i Miroslava Radića, 2006. godine.